# 381型レーダー
381型レーダー（英語: Type 381 radar、中: 381型三坐標對空搜索雷達）は、中国で開発された3次元レーダー。輸出名は「シー・イーグル」、NATOコードネームは「ライス・スクリーン」。
開発は、第724研究所（南京船舶雷達研究所）で行われた。
レーダー送信管としては進行波管（TWT）および交差電力増幅管（CFA）を用いている。アンテナは、向かって左側にフィンを備えていることから導波管スロットアンテナを縦に積み上げたプレーナアレイ型と考えられており、垂直方向はFRESCAN方式、水平方向はアンテナの旋回による機械式の走査を行っているものと考えられている。同時に10個の目標を追尾可能とされる。
本機は1980年代中盤より運用を開始し、防空指揮艦として建造された051Z型駆逐艦（旅大I型）のほか、HQ-61B艦対空ミサイル・システムとともに053K型フリゲート（江東型）にも搭載された。またフランス製のクロタル個艦防空ミサイル・システムを山寨化したHHQ-7の艦隊配備が始まると、その搭載艦の一部にも採用されている。しかし性能的には不十分だったようで、2000年代以降、艦隊防空ミサイル搭載のミサイル駆逐艦の就役が始まると、ロシア製のフレガートMAE-5を山寨化した382型レーダーが搭載されるようになっているが、こちらも「シー・イーグルS/C」として輸出にも供されている。

## 搭載艦
- 053K型フリゲート（江東型）
- 051Z型駆逐艦（旅大I型）
- 051G2型駆逐艦「珠海」（旅大III型）
- 051B型駆逐艦（旅海型）